# Tomislav Bosec
Tomislav Bosec (Zagabria, 14 giugno 1990) è un ex calciatore croato, di ruolo attaccante.

## Carriera

### Club
Cresciuto nelle giovanili del Varaždin prima e dell'Inter Zaprešić poi.